# جاك كومبتون (لاعب كرة قدم)
جاك كومبتون (بالإنجليزية: Jack Compton)‏ هو لاعب كرة قدم بريطاني، ولد في 2 سبتمبر 1988 في كارديف في المملكة المتحدة. لعب مع برادفورد سيتي وبرايتون أند هوف ألبيون وسانت جونستون وكولتشستر يونايتد ونادي بورتسموث ونادي فالكيرك ونادي ليويس ونادي هارتلبول يونايتد ونادي ويموث ووست بروميتش ألبيون ويوفل تاون.

## وصلات خارجية
- جاك كومبتون على موقع قاعدة بيانات كرة القدم.إي يو (الإنجليزية)
- جاك كومبتون على موقع Soccerbase.com (لاعب) (الإنجليزية)
- جاك كومبتون على موقع Soccerway.com (الإنجليزية)